# Comuna Kizlivka, Ciornuhî
Kizlivka (în ucraineană Кізлівка) este o comună în raionul Ciornuhî, regiunea Poltava, Ucraina, formată din satele Bilîceve, Haleave, Kizlivka (reședința), Kovali și Lîpove.

## Demografie
Componența lingvistică a comunei Kizlivka
     Ucraineană (97,82%)
     Rusă (1,92%)
     Alte limbi (0,17%)
Conform recensământului din 2001, majoritatea populației comunei Kizlivka era vorbitoare de ucraineană (97,82%), existând în minoritate și vorbitori de rusă (1,92%).